# Fauna Japonica
Fauna Japonica est une série de monographies portant sur la zoologie du Japon. Rédigé en français, ce fut le premier ouvrage rédigé en langue européenne sur la faune japonaise, publié en série en cinq volumes entre 1833 et 1850.
Son titre complet est Fauna Japonica sive Descriptio animalium, quae in itinere per Japoniam, jussu et auspiciis superiorum, qui summum in India Batava imperium tenent, suscepto, annis 1825 - 1830 collegit, notis, observationibus et adumbrationibus illustravit Ph. Fr. de Siebold. Conjunctis studiis C. J. Temminck et H. Schlegel pro vertebratis atque W. de Haan pro invertebratis elaborata.

## Contenu
Basé sur les collections réalisées par Philipp Franz von Siebold (qui en était l'éditeur) et son successeur Heinrich Bürger, Fauna Japonica se concentre sur les vertébrés (par Coenraad Jacob Temminck et Hermann Schlegel) et les invertébrés (par Wilhem de Haan) avec la contribution d'artistes naturalistes japonais comme Kawahara Keiga (en), Kurimoto Masayoshi et d'autres. Cette œuvre a permis aux naturalistes européens de découvrir la faune du Japon isolé sous le Sakoku.
| Volume | Titre     | Classe                 |
| ------ | --------- | ---------------------- |
| I      | Crustacea | Crustacés              |
| II     | Pisces    | Poissons               |
| III    | Reptilia  | Reptiles et amphibiens |
| IV     | Aves      | Oiseaux                |
| V      | Mamalia   | Mammifères             |

## Publication
Les cinq volumes de Fauna Japonica ont été publiés par Philipp Franz von Siebold à Lugduni Batavorum entre 1833 et 1850. Initialement prévue pour inclure toute la faune japonaise, l'œuvre finale ne couvre que les Vertébrés et les Crustacés. Bien que Siebold ait contribué par ses collections, il n’était que l'éditeur et non l’auteur des volumes.

### Problèmes de datation
Les volumes étaient publiés par fascicules (« Décades »), ce qui pose des problèmes pour les scientifiques modernes en raison d’incohérences dans la priorité des taxons. Par exemple, le volume "Aves" a été publié en 12 « livraisons ». Ces problèmes sont particulièrement marquants pour les Crustacés.
| Décade | Année de publication |
| ------ | -------------------- |
| I      | 1833                 |
| II     | 1835                 |
| III    | 1837                 |
| IV     | 1839                 |
| V      | 1841                 |

## Liste des espèces

### Volume 5
| Ordre             | Nom binominal et vernaculaire original                  | Nom binominal et vernaculaire actuel                         | Notes |
| ----------------- | ------------------------------------------------------- | ------------------------------------------------------------ | --- |
| Singes            | Magot à face rouge Inuus speciosus                      | Macaque japonais Macaca fuscata fuscata (Blyth)              | Originellement décrit dans le troisième volume de l’histoire naturelle des mammifères de Cuvier où il était décrit comme vivant dans les Indes orientales.                             |
| Chiroptères       | Roussette laineuse Pteropus dasymallus                  | Pteropus dasymallus dasymallus                               | |
| Chiroptères       | Roussette à pieds velus Pteropus pselaphon              | Pteropus pselaphon                                           | |
| Chiroptères       | Rhinolophe nippon Rhinolophus nippon                    | Rhinolophus ferrumequinum nippon                             | |
| Chiroptères       | Rhinolophe cornu Rhinolophus cornutus                   | Rhinolophus cornutus cornutus                                | |
| Chiroptères       | Vespertilion molosse Vespertilio molossus               | Nyctalus lasiopterus aviator                                 | |
| Chiroptères       | Vespertilion noctule Vespertilio noctula                | Nyctalus noctula motoyosii                                   | |
| Chiroptères       | Vespertilion blépoté Vespertilio blepotis               | Miniopterus schreibersii fuliginosus                         | |
| Chiroptères       | Vespertilion macrodactyle Vespertilio macrodactylus     | Myotis macrodactylus                                         | |
| Chiroptères       | Vespertilion abrame Vespertilio abramus                 | Pipistrellus abramus                                         | |
| Chiroptères       | Vespertilion akakomuri Vespertilio akakomuli            | Pipistrellus abramus                                         | |
| Insectivores      | Taupe wogure Talpa wogura                               | Mogera wogura wogura                                         | |
| Insectivores      | Urotrique talpoïde Urotrichus talpoides                 | Taupe des montagnes du Japon Urotrichus talpoides talpoides  | Création du genre Urotrichus distinct du genre Talpa par sa mâchoire proche de celle des musaraignes.                                                                                  |
| Insectivores      | Musaraigne platycéphale Sorex platycephalus             | Chimarrogale platycephala platycephala (Temminck & Schlegel) | |
| Insectivores      | Musaraigne de l’Inde Sorex indicus                      | Suncus murinus riukiuanus                                    | |
| Insectivores      | Musaraigne dsi-nezumi Sorex dsinezumi                   | Crocidura dsinezumi dsinezumi                                | |
| Insectivores      | Musaraigne ombrée Sorex umbrinus                        | Crocidura dsinezumi umbrina                                  | |
| Carnivores        | Ours terrible Ursus ferox                               | Ours brun de l'Oussouri Ursus arctos yesoensis               | Description de l’Iomante, rituel aïnou autour de l’ours brun à Hokkaidō. |
| Carnivores        | Ours du Tibet Ursus thibetanus                          | Ours noir du Japon Ursus thibetanus japonicus                | Un individu albinos aurait été observé dans un petit village non loin de la ville d’Édo.                                                                                               |
| Carnivores        | Ours maritime Ursus maritimus                           | Ours polaire Ursus maritimus                                 | En 1690, des individus auraient été aperçus dans la province d'Echigo, probablement transportés par des morceaux de glace à la dérive.                                                 |
| Carnivores        | Blaireau anakuma Meles anakuma                          | Blaireau japonais Meles anakuma                              | Décrit sous le nom d’anakuma. Il était originellement désigné comme une espèce distincte, plus proche du Blaireau d'Amérique que du Blaireau européen.                                 |
| Carnivores        | Martre à pieds noirs Mustela melampus                   | Martre du Japon Martes melampus melampus                     | La différence d’aspect entre le pelage d’été et d’hiver était si important qu’il a semé le doute sur son statut d’espèce distincte.                                                    |
| Carnivores        | Martre à courte queue Mustela brachyura                 | Zibeline d’Ézo Martes zibellina brachyura                    | Une analyse faite à partir d’un ensemble de peaux relativement mutilées dont il manquait la tête.                                                                                      |
| Carnivores        | Putois itatsi Mustela itatsi                            | Vison du japon Mustela itatsi itatsi                         | Conserve le nom d’itatsi. Il est fait référence d’une autre espèce de mustélidés du nom de tomatsu, beaucoup plus rare.                                                                |
| Carnivores        | Loutre vulgaire (Lutra vulgaris)                        | Loutre du Japon Lutra nippon                                 | Très commune et fortement chassée pour l’exportation de fourrure en Chine, plus estimée qu’en Eurasie.                                                                                 |
| Carnivores        | Loutre marine Enhydris marina                           | Loutre de mer Enhydra lutris lutris                          | |
| Carnivores        | Chien hodophile Canis hodophilax                        | Loup du Japon Canis lupus hodopylax                          | Désigné sous le nom de Jamainu. |
| Carnivores        | Chien renard Canis vulpes japonica                      | Renard du Japon Vulpes vulpes japonica                       | Première description du rôle du renard dans la culture japonaise, et aïnoue. |
| Carnivores        | Nyctéreutes viverrin Nyctereutes viverrinus             | Chien viverrin japonais Nyctereutes viverrinus               | Création du genre Nyctereutes, distinct du genre Canis. Décrit sous le nom de tanuki, existe en plusieurs variétés : tanuki, hachimon-si, mami-tanuki, muzina-tanuki et sarude-tanuki. |
|                   | Lièvre à courte queue Lepus brachyurus                  | Lièvre du Japon Lepus brachyurus                             | |
| Rongeurs          | Écureuil varié Sciurus vulgaris                         | Écureuil roux du Japon Sciurus vulgaris orientis             | |
| Rongeurs          | Écureuil lis Sciurus lis                                | Écureuil du Japon Sciurus lis                                | |
| Rongeurs          | Ptéromys à joues blanches Pteromys leucogenys           | Pétauriste à joues blanches Petaurista leucogenys leucogenys | |
| Rongeurs          | Polatouche momonga Pteromys momonga                     | Polatouche du Japon Pteromys momonga momonga                 | |
| Rongeurs          | Polatouche soyeux Pteromys setosus                      | Petinomys setosus                                            | |
| Rongeurs          | Rat argenté Mus argenteus                               | Mulot argenté Apondemus argenteus                            | |
| Rongeurs          | Rat molosse Mus molossinus                              | Mus musculus molossinus                                      | |
| Rongeurs          | Rat ta-nezumi Mus tanezumi                              | Rat d’Asie Rattus tanezumi                                   | |
| Rongeurs          | Rat distingué Mus speciosus                             | Mulot distingué Apodemus speciosus speciosus                 | |
| Rongeurs          | Loir élégant Myoxus elegans                             | Muscardin du Japon Glirulus japonicus                        | |
| Ruminants         | Cerf sika Cervus sika                                   | Cerf sika Cervus nippon                                      | |
| Ruminants         | Antilope crépue Antilope crispa                         | Saro du Japon Capricornis crispus crispus                    | |
| Ruminants         | Cochon à moustaches blanches Sus leucomystax            | Sanglier du Japon Sus scrofa leucomystax                     | |
| Mammifères marins | Otarie de Steller Otaria stelleri                       | Otarie du Japon Zalophus japonicus                           | |
| Mammifères marins | Dauphin à long bec Delphinus longirostris               | Delphinus dussumieri                                         | |
| Mammifères marins | Delphinaptère noir Delphinus melas                      | Marsouin aptère Neophocaena phocaenoides                     | |
| Mammifères marins | Dauphin à tête ronde Delphinus globiceps                | Globicephala sieboldii (Gray)                                | |
| Mammifères marins | Baleine des mers australes Balaena antarctica           | Balaena glacialis australis                                  | |
| Mammifères marins | Baleinoptère des mers australes Balaenoptera antarctica | Megaptera nodosa                                             | |

## Réception
La série Fauna Japonica a été saluée pour son exhaustivité, notamment par les carcinologistes. Le volume sur les Crustacés est encore consulté pour l'étude des Décapodes et Stomatopodes. Cette œuvre a renforcé la réputation de Siebold comme scientifique. Plusieurs réimpressions et fac-similés, parfois incluant des illustrations inédites, ont vu le jour depuis.